# 裴行俭破西突厥之战
裴行俭破西突厥之战，唐高宗调露元年（679年），唐朝吏部侍郎裴行俭以护送波斯王俾路斯回国为名，率军击败反唐的西突厥阿史那都支等人的作战。

## 背景
唐朝羁縻的西突厥继往绝可汗阿史那步真去世后，所属部落很多散失，不服从唐朝的统治。阿史那都支、李遮匐，收集余部，与当时和唐朝为敌的吐蕃暗中交好。670年四月，吐蕃攻陷西域十八州，唐朝天山南路之地都被吐蕃占领。671年四月，唐高宗任命阿史那都支为左骁卫大将军兼匐延都督，安抚集合西突厥部众。679年，阿史那都支和他的别帅李遮匐联合吐蕃，进犯唐朝的安西都护府（治所碎叶镇，今中亚吉尔吉斯斯坦托克马克），威胁唐朝在西域的统治。六月，朝廷商议发兵讨伐，裴行俭提议有计谋智取。高宗任命裴行俭为安抚大食使，对外声称护送波斯王子俾路斯回国继位，领大军西征，计划在途经西突厥时，擒获都支等人，安定西突厥。

## 过程
七月，裴行俭率军到达西州（今新疆维吾尔自治区吐鲁番市），召集当地豪杰子弟千余人跟随大军，借口天热，等待秋凉之后再西行，让阿史那都支等人不加戒备。一天以打猎为名，召龟兹、毗沙（即于阗国）、焉耆、疏勒四都督府所属部落子弟近万人，秘密快马西进。随后抵达都支部落外十余里，派使者催促阿史那都支前来相见。阿史那都支发现唐军已经到达，被迫率领部落子弟等五百余骑出迎，裴行俭于是将他们俘虏。之后，再用都支的契箭，召来诸部酋长前来，全部送到碎叶。同时派轻骑日夜进袭李遮匐。途遇李遮匐使者，于是让他返回说明都支被擒，劝说李遮匐归顺。李遮匐被迫投降。于是裴行俭让波斯王子俾路斯自行回到波斯，留下副使王方翼镇守安西，加筑碎叶城。亲自押送阿史那都支与李遮匐返回长安。